# Kältespray

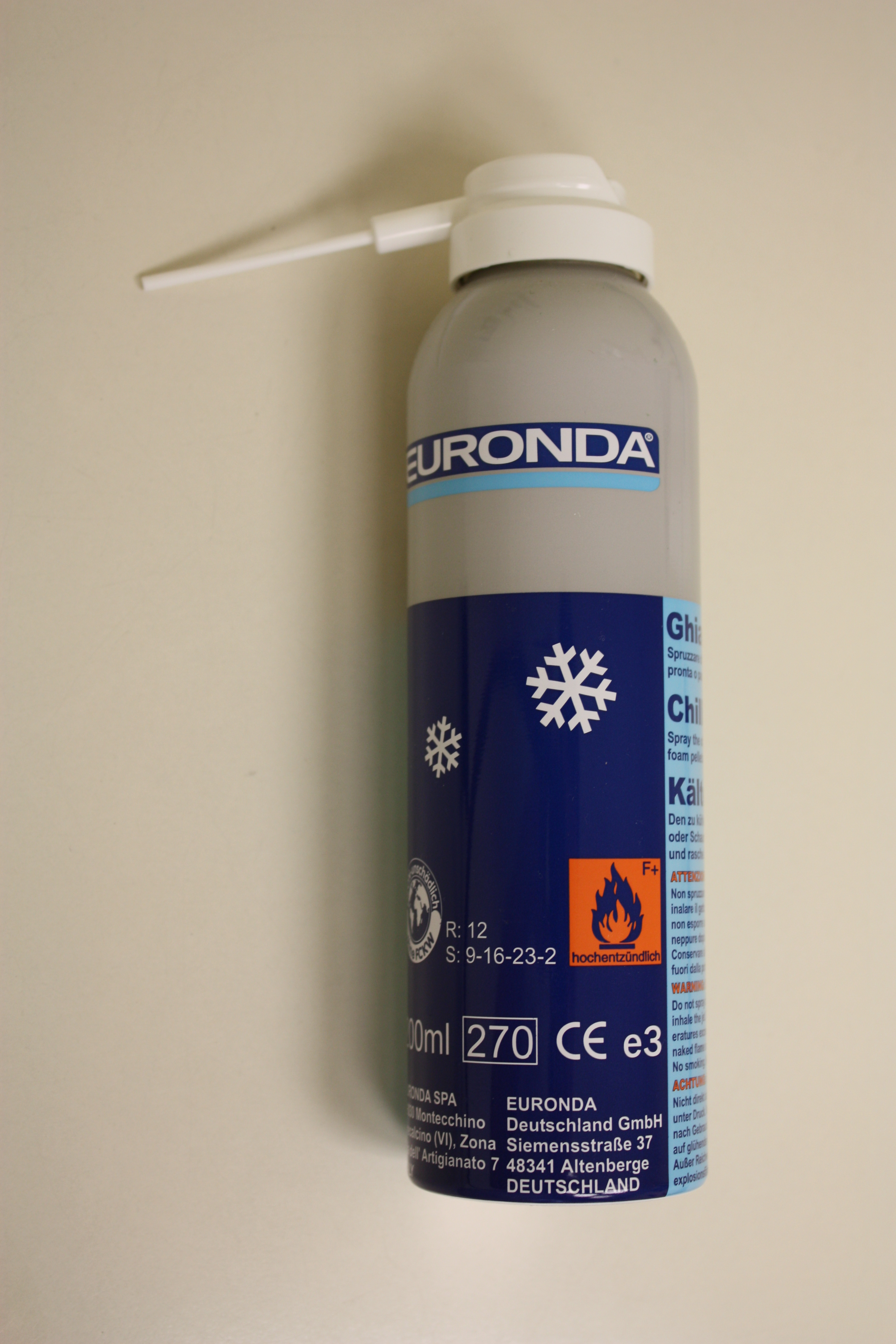
Kältespray für die Sensibilitätsprüfung von Zähnen

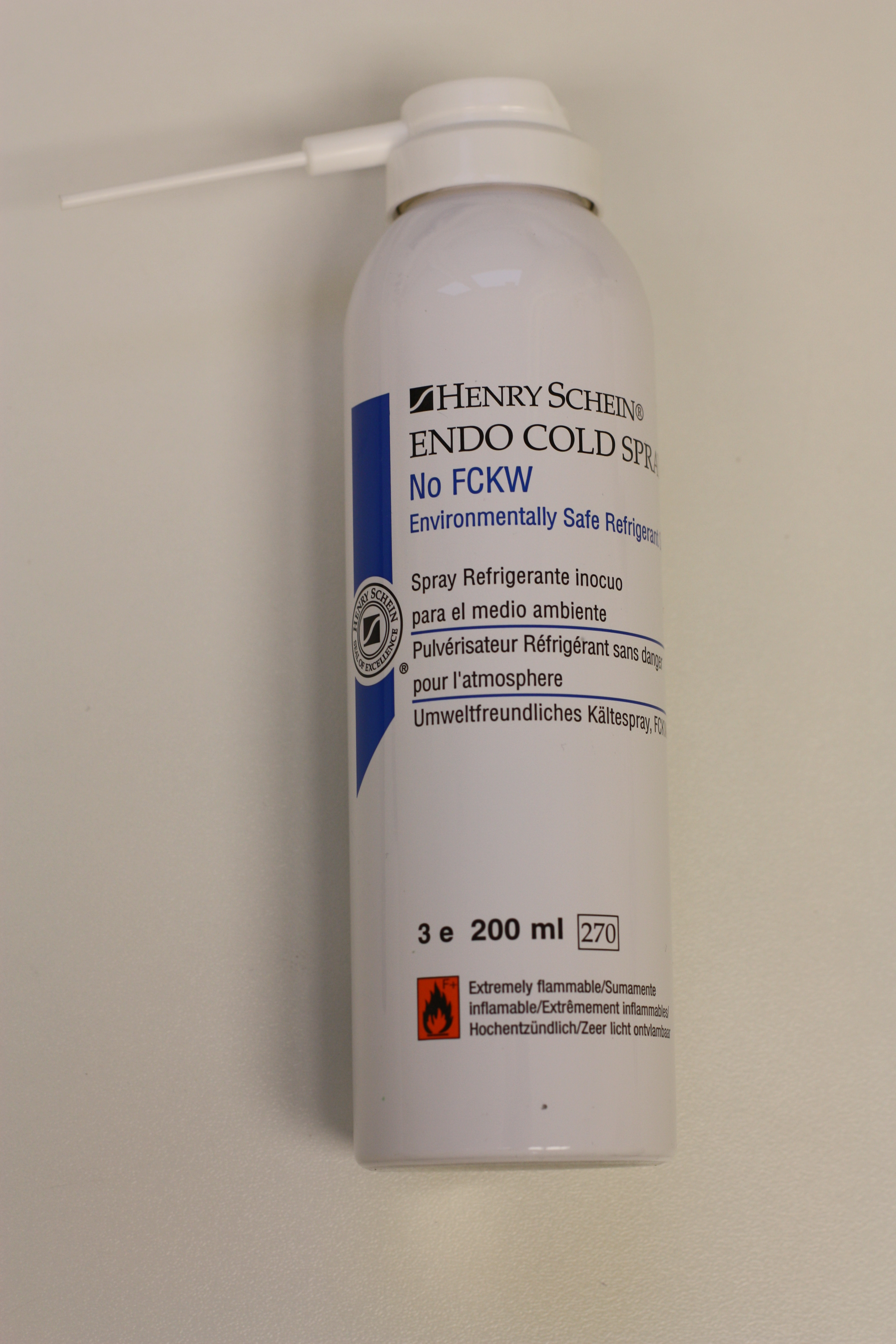
Kältespray

Kältespray (auch Eisspray) ist ein in einer Sprühdose abgefülltes Flüssiggas, das dazu dient, Gegenstände oder Körperteile abzukühlen.
Die Abkühlung erfolgt, da die enthaltene Flüssigkeit bei Normaldruck rasch verdampft und die dafür nötige Verdampfungsenthalpie der Umgebung entzogen wird, wodurch sie sich abkühlt. So werden üblicherweise Temperaturen von −25 bis −55 °C erreicht. Unterschiedliche Gase und Gasgemische werden angewendet, wobei als Unterscheidungskriterien hauptsächlich die tiefste erreichbare Temperatur und die Brennbarkeit in Frage kommen.
U. a. werden entzündliche Kohlenwasserstoffe wie Propan, Butan, Pentan oder Mischungen aus diesen Stoffen verwendet, sowie das nicht-entzündliche 1,1,1,2-Tetrafluorethan (R 134a). In der Medizin kommt vorwiegend das brennbare Chlorethan zum Einsatz. Alle diese Stoffe dürfen nur in gut durchlüfteten Räumen und fern von offenem Feuer angewandt werden.
Beispiele für Einsatzgebiete von Kältesprays sind die Kälteanästhesie in der Medizin, die Fehlersuche bei thermisch-empfindlichen elektronischen Bauteilen sowie die Montage und Demontage von Passteilen.
In der Zahnmedizin wird Kältespray zur Sensibilitätsprüfung der Zähne eingesetzt.

## Kältespray in der Elektronik/Elektrotechnik
Im Bereich der Elektronik wird Kältespray zur Fehlersuche (temperaturabhängige Fehler) oder zum Test von Temperatursensoren verwendet. 
Problematisch kann dabei sein, dass es aufgrund der Inhaltsstoffe beim Sprühen zu elektrostatischer Aufladung kommen kann, was bei den Bauelementen oder Baugruppen möglicherweise einen ESD-Schaden verursachen kann.
Ein großes Gefahrenpotential bei der Verwendung an elektronischen Baugruppen ist ein Entzünden des Aerosols durch externe Zündquellen und Lichtbögen bzw. Spannungsüberschlägen, wie sie z. B. an hochspannungsführenden, oder heißen Komponenten auftreten können. Aus diesem Grunde müssen Kältesprays, die an in Betrieb befindlicher Elektronik angewendet werden, eine Sicherheitsprüfung nach der Aerosolrichtlinie 75/324/EWG nachweisen. Diese Prüfung ist auch für den Einsatz in Explosionsschutz-Bereichen notwendig.